# 动物园长的夫人
是由妮基·卡罗执导、安琪拉·沃克曼改编自黛安·艾克曼同名纪实文学的2017年战争剧情片。影片讲述了第二次世界大战期间华沙动物园园长扬·萨宾斯基及夫人安东尼娜·萨宾斯卡在纳粹德国大肆屠杀犹太人的风口浪尖下，冒死保护数百名波兰犹太人的事迹。影片由杰西卡·查斯坦、约翰·赫尔登伯格、丹尼爾·布爾和迈克尔·麦克艾尔顿联袂出演。
影片于2017年3月8日在波兰华沙首映，2017年3月12日于美国加利福尼亚州圣荷西电影探索电影节举行全美首映，2017年3月31日由焦点影业在美国上映，2017年4月21日由环球影业国际在英国发行。影片的专业影评人评价褒贬不一，但观众给出正面的评价，全球票房达2600万美元。

## 剧情
1930年代歐洲，扬·萨宾斯基与妻子安东尼娜·萨宾斯卡经营着当时欧洲最大的动物园——华沙动物园。1939年9月1日，纳粹德国入侵波兰，首都波兰遭遇大轰炸，波兰战役由此打响。安东尼娜与儿子理查德侥幸生存。随着波兰的抵抗减弱，柏林动物园园长、阿道夫·希特勒的首席动物学家卢茨·赫克来到动物园，他是扬最大的对手，他到来时扬并不在。卢玆下令将动物园内的珍稀动物带走，保护至战争结束，后来又带着一群纳粹士兵回到动物園，让他们开枪射杀所有没带走的动物，还和安东尼娜擦出爱情火花。
华沙的犹太人被赶进犹太区。萨宾斯基的朋友莫里西·弗朗克尔和女朋友玛格达·格罗斯来到动物园，希望给好友的珍藏昆虫找到栖身之所。安东尼娜容留了玛格达。后来，扬和安东尼娜得知犹太人会遭到纳粹人的屠杀，于是决定腾出动物园的空间拯救更多处在危险中犹太人。
夫妇俩去找赫克，提议将废弃的动物园改造成养猪场，为占领波兰的纳粹士兵生产猪肉，其实是借此名义为犹太区贡献食物。而赫克也正物色新地点开展改良原牛实验，为帝国增光添彩，于是双方一拍即合。扬去搜集犹太区的厨余垃圾养猪时，看到犹太人正在挨饿。于是，他开始与波兰家乡军合作，秘密将犹太人运往全国各地的安全屋。他将犹太人藏在了动物园的兽笼、地道和自己家中。安东尼娜迟疑片刻后，决定加入。
萨宾斯基继续将犹太人偷偷带出犹太区。1942年，纳粹人开始将犹太人驱逐至死亡集中营。扬别无选择，在纳粹人的监视下将犹太人藏入运载奶牛的货车中。1943年，在扬的营救下，安东尼娜帮助佯装成雅利安人的两名犹太妇女在华沙街道被枪决。几个月后，犹太区爆发起义，纳粹党决定在希特勒生日当天，也就是逾越节的第一个晚上清洗犹太区。藏起来的犹太人带着忧伤的情绪秘密庆祝逾越节晚餐，此时纳粹人焚烧了犹太区，杀死了里面的居民。
几个月后，安东尼娜诞下一名女婴，理查德给她起名特蕾莎。之后面对赫克的频繁骚扰，安东尼娜一面要竭力阻止他，一面要保护园中的犹太人。后来，扬参加华沙起义，被敌军俘获，安东尼娜非常担心他的安危。
1945年1月，苏联红军的强势反攻下，德军开始撤离华沙，安东尼娜希望赫克能帮忙寻找扬的下落，赫克非但拒绝帮助，还骂她参与抵抗运动，并性侵犯了她。她终于意识到原來赫克一直憎恨她，而他意识到她欺骗了他。安东尼娜帮助藏匿的犹太人逃跑。玛格达把理查德藏在地下室时，让玛格达带走女儿特蕾莎。愤怒的赫克带着手下回到动物园，在地下室的墙壁上发现秘密的涂鸦，上面有大卫之星、日期以及长着动物脸的犹太人。赫克将理查德拽走，想开枪打他，安东尼娜拼命阻止。之后枪声响起，安东尼娜瞬间崩溃，原来是理查德反击，他毫发未损回到地下室，而赫克出于好心离开动物园。安东尼娜和理查德一起朝华沙进军，还带了一只兔子和赫克养育的一头小野牛。他们刚出家门，华沙便宣告光复，他们将野牛放归自然。
四个月后，德国无条件投降，华沙开始重建。安东尼娜、理查德和女婴特蕾莎回到残垣断壁中的动物园，木然站立，身旁是忠诚的动物园看门人耶日克。扬熬过被俘虏的日子，也回家了。最终，萨宾斯基给动物园所有牢笼涂上了大卫星。影片结尾显示，萨宾斯基共拯救了300名犹太人。卢茨·赫克回到柏林，此时他的动物园已经被同盟国炸毁，他改良原牛的努力付之东流。萨宾斯基英勇抵抗德军，被以色列猶太大屠殺紀念館纪念。华沙动物园重建后，一直开放至今。

## 演员

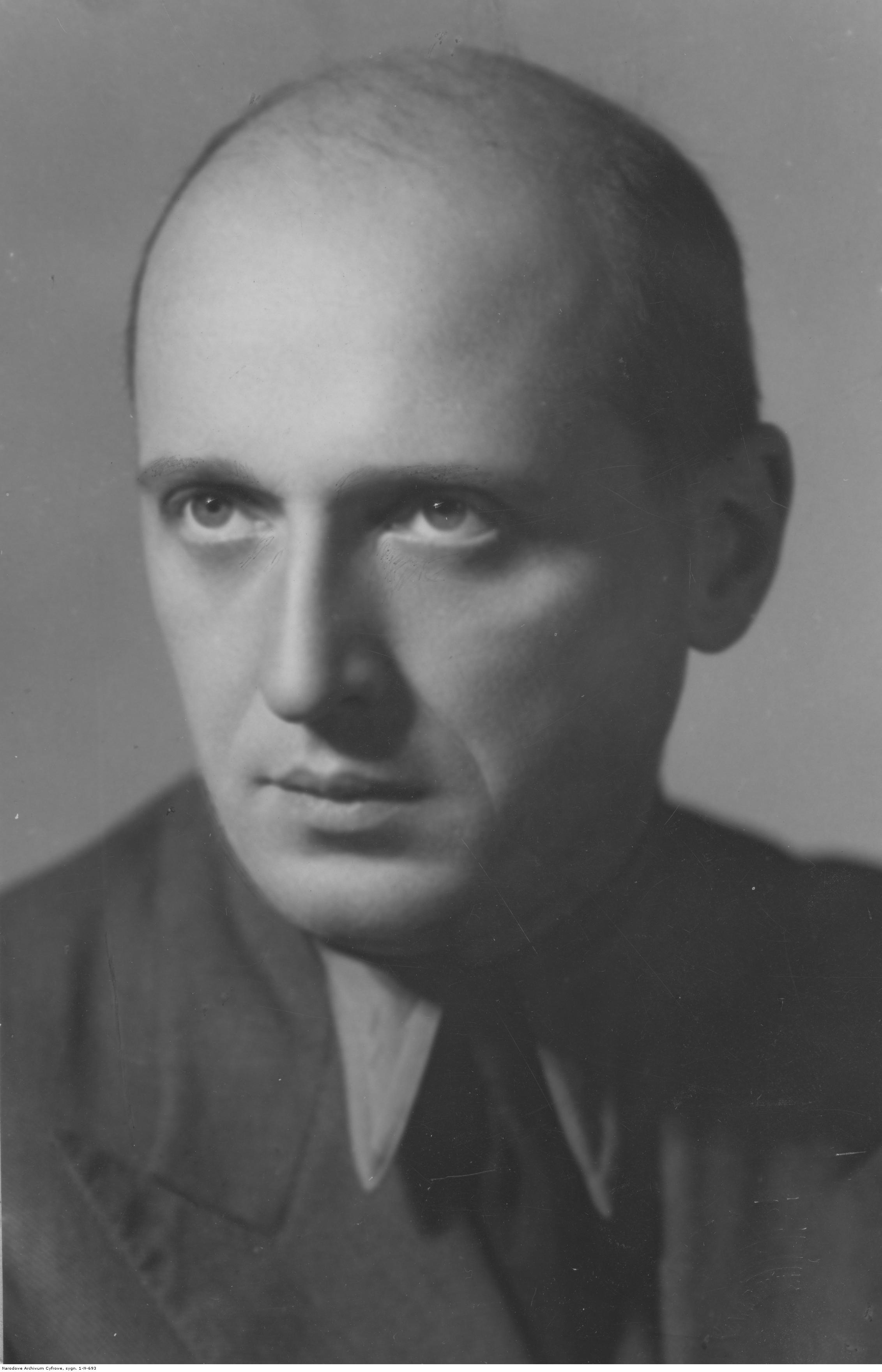
华沙动物园园长扬·萨宾斯基

- 杰西卡·查斯坦 饰 安东尼娜·萨宾斯卡（英语：Antonina Żabińska）
- 约翰·赫尔登伯格（英语：Johan Heldenbergh） 饰 扬·萨宾斯基（英语：Jan Żabiński）
- 丹尼爾·布爾 饰 卢茨·赫克
- 迈克尔·麦克艾尔顿（英语：Michael McElhatton） 饰 耶日克（Jerzyk）
- 伊多·戈德堡（英语：Iddo Goldberg） 饰 莫里西·弗朗克尔（Maurycy Fraenkel）
- 埃夫拉特·多尔（英语：Efrat Dor） 饰 马格达·格罗斯（Magda Gross）
- 希拉·哈斯 饰 乌苏拉（Urszula）
- 瓦尔·马鲁库（Val Maloku）饰 理查德·萨宾斯基（Ryszard Żabiński）
  - 蒂莫西·拉德福德（Timothy Radford）饰 幼儿萨宾斯基
- 玛莎·伊斯（英语：Martha Issová） 饰 蕾吉娜·肯尼格斯温（Regina Kenigswein）
- 戈兰·科斯蒂奇（英语：Goran Kostić） 饰 金塞尔鲍姆先生（Mr. Kinszerbaum）
- 阿诺什特·戈德弗拉姆（英语：Arnošt Goldflam） 饰 雅努什·科扎克

## 制作

### 历史背景

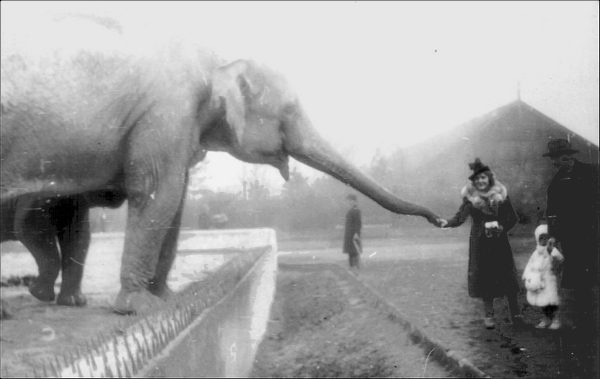
1938年的华沙动物园

影片改编自黛安·艾克曼同名纪实文学，该作品根据安东尼娜·扎宾斯卡的日记整理而成，于1968年以《人与动物》（Ludzie i zwierzęta）的名义出版。在历史背景的关键方面，剧本忠实于共同在华沙动物园工作的安东尼娜与丈夫扬的经历。动物园是萨宾斯基一家生活的一部分，而空袭过后华沙所遭受的破坏及其后动物园被抢劫的过程都被很好的记录下来。卢玆·赫克和他的动物繁殖实验也有历史记载，但女主人公安东尼娜和反派赫克之间的感情关系是被夸大了。萨宾斯基的后裔理查德和特蕾莎也为影片提供指导意见，其中特蕾莎在片尾演职员表中有名字。

### 开发
2010年9月，消息指安琪拉·沃克曼正改编黛安·艾克曼的纪实文学《动物园长的夫人》。2013年4月30日，杰西卡·查斯坦宣布饰演主角安东尼娜，同时妮基·卡罗签约出任导演。2015年8月24日，焦点影业买下影片美国发行权，丹尼爾·布爾和约翰·赫尔登伯格加盟剧组。

### 摄制
影片动物场景的拍摄于2015年9月9日展开，演员参与的主体拍摄于9月29日在捷克布拉格开拍。影片于11月29日杀青。

## 发行
影片于2017年3月8日在波兰华沙首映，3月12日在电影探索电影节全美首映，2017年3月31日在美国上映，4月21日登陆美国，4月22日于西班牙巴塞罗那-圣乔迪国际电影节（Barcelona-Sant Jordi International Film Festival）西班牙首映，9月7日于第43届多维尔美国电影节法国首映。
3月22日于华盛顿美国大屠杀纪念博物馆特别放映，黛安·艾克曼、杰西卡·查斯坦、妮基·卡罗和安琪拉·沃克曼出席小组讨论活动。影片上映前，焦点影业携手国际援助委员会在全美多地举行放映活动，包括洛杉矶托伦斯博物馆及纽约市，其中纽约市的放映活动也举行了小组讨论会，由安妮·弗兰克相互尊重中心举办、人权活动家史蒂文·戈德斯坦主持。当晚的讨论话题为犹太人大屠杀期间的犹太难民援救行动，以及当今的欧洲难民危机。
2017年12月23日，影片于HBO首播。

## 评价

### 票房
影片北美票房1760万美元，海外票房860万美元，全球票房共计2610万美元，成功收回2000万美元的制片成本。北美方面，影片上映首周末登陆541家影院（场均6191美元），位列票房榜第10位，次周、三周和四周均为票房成绩最高的独立电影。
上映第五周，影片仍为2017年最卖座的特种片。IndieWire赞赏了影片的发行策略，称“焦点积极推动这部杰西卡·查斯坦出演的犹太人营救行动电影，创下自颁奖季以来针对特定受众群体发行电影中的最高成绩。影片没有拿下两年前《名畫的控訴》的成绩（3300万美元），比起两部电影之间的差异，这个结果更像是整体票房急剧下滑及眼下竞争影片较多所导致的”。上映第八、九周，影片位列2017年特种片票房第三位，尽管放映场次有所减少。上映第十周，IndieWire表示影片“一直是今年春季难得耀眼的作品”。

### 专业评价
汇总媒体烂番茄搜集了177条评论，打出了64%的新鲜度。网站共识写道：“《动物园长的夫人》有高尚的意图，但最终无法以应有的影响力将片中改编自现实的故事变为现实。”Metacritic根据36条评论打出57/100的评分，表示“褒贬不一或口碑平平”。PostTrak指90%的观众给出“优秀”或“非常好”的评价。
IndieWire将影片列入年度最佳独立电影候选名单，指“妮基·卡罗的真实故事改编历史剧情片是一部最令人心碎的影片，杰西卡·查斯坦低调的表演及一连串令人费解的戏剧性转折的相互作用下，就连心肠最坚硬的人也会泪流满面”。《旧金山纪事报》的米克·拉萨尔给出5星满分好评，认为影片“从一开始就抓住了我们”：“《动物园长的夫人》并非通过描绘宏大动作场面来呈现壮阔感，而是专注于情感的转变和闪光点。战争是非常重大的外部事件，但卡罗提醒着我们，艰难度过战争的人类和动物也在内心经历着一场战争。”《洛杉矶时报》的肯尼斯·杜兰（Kenneth Turan）认为，“妮基·卡罗和杰西卡·查斯坦打造了情感上令人满足的《动物园长的夫人》。”美联社指出，影片“讲述了一个引人入胜的真实战争”，“既激励人心，也在这个风云诡谲的年代提醒着大家，即便面对令人惊讶的邪恶威胁，人性和善良也可乘势崛起。”《新共和》的雅各布·索尔将影片标榜为“首部女权主义犹太人大屠杀电影”。
《综艺》的彼得·德布鲁格（Peter Debruge）并不认同这部影片：“眼下似乎没有更好的处理办法，但不幸的是，《动物园长的夫人》对人类戏剧的呈现，还不及片中动物的遭遇令人感兴趣。而动物给我们种族造成的危害，和犹太人大屠杀有过之而无不及，对于这样的主题，影片的缺点可谓不小。”然而，《综艺》的克里斯托弗·塔普利（Kristopher Tapley）却认为影片值得参与奥斯卡奖角逐。
《纽约时报》的斯蒂芬·霍尔登（Stephen Holden）认为影片是“宠物版《辛德勒的名单》”，“过于胆怯、经过消毒，对儿童绝对安全”。
波兰的影评人非常认可这部替他们的历史说话的电影。《克拉科夫邮报》表示：“无论什么时候，普天下的电影都在祈祷理智及慈善、同情及人性的文明价值观，而这种价值理念正被威胁着要给群体精神失常、仇恨及野蛮所统治。从新近历史中的这段最黑暗时期得出的教训永远不会过时。”
《女性变革之声》（Women's Voices For Change）的亚历山德拉·麦卡伦（Alexandra Macaaron）盛赞影片，指“《动物园长的夫人》是少见的犹太人大屠杀题材影片，以女性视角看待战争，讲述女性竭力保护每一个活着的生灵、陌生人及朋友的故事”。

### 奖项
| 大奖                       | 奖项             | 获得者        | 结果 |
| -------------------------- | ---------------- | ------------- | ---- |
| 2017年哈特兰电影节         | 最打动人心电影奖 | 妮基·卡罗     | 獲獎 |
| 2017年女性电影影评人圈评选 | 隐秘女性大奖     | 杰西卡·查斯坦 | 提名 |
| 2017年女性电影影评人圈评选 | 最佳女性编剧     | 安琪拉·沃克曼 | 提名 |